# Mã Sở
Mã Sở (馬楚), tên chính thức là Sở (楚), là một vương quốc ở phía nam Trung Quốc trong thời Ngũ đại Thập quốc (907-960). Tên nước này được gọi dựa theo họ Mã của các quân chủ nước này để phân biệt với các nước Sở khác trong lịch sử. Nước này tồn tại từ năm 907 đến năm 951.

## Thành lập
Mã Ân được nhà Đường phong làm Tiết độ sứ Hồ Nam năm 896 sau cuộc chiến chống lại Dương Hành Mật - thủ lĩnh Hoài Nam. Sau khi nhà Đường mất (907), ông tự xưng Sở Vương.
Năm 927, Mã Ân được nhà Hậu Đường phong Sở Vũ Mục Vương.
Nước Sở đương thời chỉ xưng vương và về mặt danh nghĩa vẫn thần phục Ngũ Đại ở Trung Nguyên nên thường dùng niên hiệu của các vua Ngũ đại mà không đặt niên hiệu riêng như vua một số nước như Ngô, Thục hay Nam Hán.

## Phạm vi lãnh thổ
Kinh đô Mã Sở đóng tại Trường Sa (Đàm Châu 潭州). Lãnh thổ Hồ Nam và đông bắc Quảng Tây ngày nay trong thời này thuộc Sở.
Nước Mã Sở đương thời phía đông giáp với Ngô rồi sau này là Nam Đường, phía nam giáp với Nam Hán, phía bắc giáp với Nam Bình.

## Kinh tế
Thời Ngũ Đại, Mã Sở là quốc gia tương đối hoà bình và thịnh vượng, xuất khẩu ngựa, lụa và chè. Lụa thường được dùng như tiền, nhất là khi tiền đúc không được chấp nhận trong các cộng đồng bên ngoài chấp nhận. Thuế đánh vào nông dân và thương nhân tương đối thấp.

## Bị thôn tính
Sau cái chết của Mã Ân, việc tranh chấp quyền lực trong nội tộc họ Mã dẫn tới sự sụp đổ của Sở. Nước Nam Đường thừa thắng sau khi diệt được nước Mân đã mang quân sang chinh phục Mã Sở năm 951. Gia tộc họ Mã bị bắt đưa về Kinh đô Nam Đường Kim Lăng.

## Các vua
| Miếu hiệu | Thuỵ hiệu                | Tên riêng          | Thời gian cai trị | Niên hiệu |
| --------- | ------------------------ | ------------------ | ----------------- | --------- |
| Không có  | Vũ Mục Vương 武穆王      | Mã Ân 馬殷         | 907-930           | Không có  |
| Không có  | Hoành Dương Vương 衡陽王 | Mã Hy Thanh 馬希聲 | 930-932           | Không có  |
| Không có  | Văn Chiêu Vương 文昭王   | Mã Hy Phạm 馬希範  | 932-947           | Không có  |
| Không có  | Phế Vương 廢王           | Mã Hy Quảng 馬希廣 | 947-950           | Không có  |
| Không có  | Cung Hiếu Vương 恭孝王   | Mã Hy Ngạc 馬希萼  | 950               | Không có  |
| Không có  | Hậu Chủ 后主             | Mã Hy Sùng 馬希崇  | 950-951           | Không có  |

|  |  |                         |                         |                         |                         |                         |                         |  |  |                        |                        |                        |                        |                        |                        |  |  | Mã Ân 852-907-930      |                        |                        |                        |                        |                        |  |  |                    |                    |                    |                    |                    |                    |  |  |                       |                       |                       |                       |                       |                       |  |  |  |  |
|  |  |                         |                         |                         |                         |                         |                         |  |  |                        |                        |                        |                        |                        |                        |  |  |                        |                        |                        |                        |                        |                        |  |  |                    |                    |                    |                    |                    |                    |  |  |                       |                       |                       |                       |                       |                       |  |  |  |  |
|  |  |                         |                         |                         |                         |                         |                         |  |  |                        |                        |                        |                        |                        |                        |  |  |                        |                        |                        |                        |                        |                        |  |  |                    |                    |                    |                    |                    |                    |  |  |                       |                       |                       |                       |                       |                       |  |  |  |  |
|  |  | Mã Hy Thanh 898-930-932 | Mã Hy Thanh 898-930-932 | Mã Hy Thanh 898-930-932 | Mã Hy Thanh 898-930-932 | Mã Hy Thanh 898-930-932 | Mã Hy Thanh 898-930-932 |  |  | Mã Hy Ngạc ?-950-951-? | Mã Hy Ngạc ?-950-951-? | Mã Hy Ngạc ?-950-951-? | Mã Hy Ngạc ?-950-951-? | Mã Hy Ngạc ?-950-951-? | Mã Hy Ngạc ?-950-951-? |  |  | Mã Hy Phạm 899-932-947 | Mã Hy Phạm 899-932-947 | Mã Hy Phạm 899-932-947 | Mã Hy Phạm 899-932-947 | Mã Hy Phạm 899-932-947 | Mã Hy Phạm 899-932-947 |  |  | Mã Hy Sùng ?-951-? | Mã Hy Sùng ?-951-? | Mã Hy Sùng ?-951-? | Mã Hy Sùng ?-951-? | Mã Hy Sùng ?-951-? | Mã Hy Sùng ?-951-? |  |  | Mã Hy Quảng ?-947-950 | Mã Hy Quảng ?-947-950 | Mã Hy Quảng ?-947-950 | Mã Hy Quảng ?-947-950 | Mã Hy Quảng ?-947-950 | Mã Hy Quảng ?-947-950 |  |  |  |  |